# استان بعلبک-هرمل
استان بعلبک الهرمل (به عربی: محافظة بعلبك الهرمل) یک استان‌های لبنان در لبنان است که در لبنان واقع شده‌است.
 استان بعلبک الهرمل ۳٬۰۰۹ کیلومتر مربع مساحت دارد.